# Prueba de la veracidad

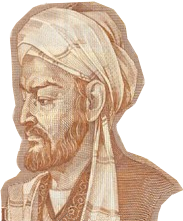
Avicena, el autor del argumento, representado en un billete Tayiko de 1999.

La prueba de la veracidad (en árabe: برهان الصديقين‎, romanizado: burhan al-siddiqin) también traducido como la prueba de los que captan la verdad, o prueba de la demostración entre otros) es un argumento formal para probar la existencia de Dios introducido por el filósofo islámico Avicena (Ibn Sina). Avicena argumentó que debe haber un «ser necesario» (en árabe: واجب الوجود, translit. Wajib al-wujud), una entidad que no puede no existir. El argumento dice que todo el conjunto de cosas contingentes debe tener una causa que no sea contingente porque, de lo contrario, se incluiría en el conjunto. Además, a través de una serie de argumentos, derivó que el ser necesario debe tener atributos que él identificó con el Dios del Islam, incluyendo la unidad, la simplicidad, la inmaterialidad, el intelecto, el poder, la generosidad y la bondad.
El historiador de la filosofía Peter Adamson llamó al argumento, uno de los argumentos medievales más influyentes para la existencia de Dios, y la mayor contribución de Avicena a la historia de la filosofía. Fue recibido con entusiasmo y repetido (a veces con modificaciones) por filósofos posteriores, incluidas generaciones de filósofos musulmanes, filósofos cristianos occidentales como Tomás de Aquino y Duns Escoto, y filósofos judíos como Maimónides.
Los críticos del argumento incluyen a Averroes, que objetó su metodología, Al-Ghazali, que no estaba de acuerdo con su caracterización de Dios, y críticos modernos que afirman que su derivación gradual de los atributos de Dios permite a las personas aceptar partes del argumento pero aún rechazan la existencia de Dios. No hay consenso entre los estudiosos modernos sobre la clasificación del argumento; algunos dicen que es ontológico, mientras que otros dicen que es cosmológico.

## Origen
El argumento está delineado en varios trabajos de Avicena. La forma más concisa e influyente se encuentra en la cuarta "clase" (fasl) de su Libro de las orientaciones y las advertencias (Al-isharat wa al-tanbihat). También está presente en el Libro II, el capítulo 12 del Libro de la salvación
(Kitab al-najat) y en toda la sección de «Metafísica» del Libro de la curación (al-Shifa). Los pasajes en Orientaciones y las advertencias establecen una distinción entre dos tipos de pruebas de la existencia de Dios: la primera se deriva de la reflexión sobre nada más que la existencia misma; el segundo requiere reflexión sobre cosas tales como las creaciones de Dios o los actos de Dios. Avicena dice que el primer tipo es la prueba de «lo verdadero, que es más sólido y más noble que el segundo», que es la prueba de un cierto «grupo de personas». Según el profesor de filosofía islámica Shams Inati, por «lo verdadero» Avicena quiere decir que por los filósofos, y el «grupo de personas» significa los teólogos y otros que buscan demostrar la existencia de Dios a través de sus creaciones. La prueba se hizo conocida en la tradición árabe como la «prueba de lo verdadero» (al-burhan al-siddiqin).

## Argumento

### El ser necesario
Avicena distingue entre una cosa que necesita una causa externa para existir (una cosa contingente) y una cosa que se garantiza que existe por su esencia o naturaleza intrínseca (un ser necesario). El argumento, o la prueba, intenta demostrar que efectivamente existe un ser necesario. Lo hace considerando primero si lo opuesto podría ser cierto: que todo lo que existe es contingente. Cada cosa contingente necesitaría algo más que sí mismo para traerlo a la existencia, lo que a su vez necesitará otra causa para traerlo a la existencia, y así sucesivamente. Debido a que esto parecía conducir a una regresión infinita, los argumentos cosmológicos antes de Avicena concluyeron que se necesita alguna causa necesaria (como Dios) para terminar con la cadena infinita. Sin embargo, el argumento de Avicena no excluye la posibilidad de una regresión infinita.
En cambio, el argumento considera toda la colección (jumla) de seres contingentes, la suma total de cada cosa contingente que existe, ha existido o existirá. Avicena argumenta que este agregado, también, debe obedecer a la regla que se aplica a una única cosa contingente; en otras palabras, debe tener algo fuera de sí mismo que hace que exista. Esta causa tiene que ser contingente o necesaria. No puede ser contingente, porque si lo fuera, ya estaría incluido dentro del grupo. Por lo tanto, la única posibilidad restante es una causa externa necesaria, y esa causa debe ser un ser necesario.
Avicena anticipa que uno podría rechazar el argumento diciendo que la colección de cosas contingentes puede no ser contingente. Un conjunto no comparte automáticamente las características de sus partes; por ejemplo, en matemáticas, un conjunto de números no es un número. De hacer, se cometería la falacía de composición. Por lo tanto, según la objeción, el paso en el argumento que asume que la colección de cosas contingentes también es contingente, es incorrecto. Sin embargo, Avicena rechaza este contraargumento como una capitulación, y no como una objeción. Si toda la colección de cosas contingentes no es contingente, entonces debe ser necesaria. Esto también lleva a la conclusión de que existe un ser necesario, precisamente lo que Avicena está tratando de probar. Avicena comenta, «de cierta manera, esto es precisamente lo que se busca».

### Del ser necesario a Dios
La limitación del argumento hasta ahora es que solo muestra la existencia de un ser necesario, y eso es diferente de mostrar la existencia del Dios adorado en el islam. Un ateo puede estar de acuerdo en que existe un ser necesario, pero podría ser el universo mismo, o podría haber muchos seres necesarios, ninguno de los cuales fuese Dios. Avicena es consciente de esta limitación, y sus obras contienen numerosos argumentos para mostrar que el ser necesario debe tener los atributos asociados con Dios identificados en el islam.
Por ejemplo, Avicena da una justificación filosófica para la doctrina islámica del tawhid (unicidad de Dios) al mostrar la singularidad y simplicidad del ser necesario. Argumenta que el ser necesario debe ser único, utilizando una prueba por contradicción o reductio, que demuestra que se produciría una contradicción si se supone que existió más de un ser necesario. Si uno postula dos seres necesarios, A y B, una versión simplificada del argumento considera dos posibilidades: si A es distinto de B como resultado de algo implicado por la necesidad de existencia, entonces B también lo compartiría (siendo un necesario sí mismo), y los dos no son distintos después de todo. Si, por otro lado, la distinción resulta de algo no implicado por la necesidad de existencia, entonces este factor individualizador será una causa para A, y esto significa que A tiene una causa y no es un existente necesario después de todo. De cualquier manera, la proposición opuesta dio lugar a la contradicción, que para Avicena demuestra la exactitud del argumento. Avicena argumentó que el ser necesario debe ser simple (no compuesto) mediante una estrategia de reducción similar. Si fuera un compuesto, sus partes internas necesitarían una característica que las distinga de las demás. La característica distintiva no puede derivarse únicamente de la necesidad de existencia de las partes, porque entonces ambas tendrían la misma característica y no serían distintas: una contradicción. Pero tampoco puede ser accidental o requerir una causa externa, porque esto contradiría su existencia necesaria.
Avicena deriva otros atributos del ser necesario en múltiples textos para justificar su identificación con Dios. Él muestra que el ser necesario también debe ser inmaterial, intelectivo, poderoso, generoso, de puro bien (khayr mahd), voluntarioso (irada), "rico" o "suficiente" (ghani), y autosubsistente (qayyum), entre otras cualidades. Estos atributos a menudo corresponden a los epítetos de Dios que se encuentran en el Corán. Al analizar algunas de las derivaciones de los atributos, Adamson comentó que "una consideración completa de la derivación de Avicena de todos los atributos... necesitaría un estudio de longitud de libro". En general, Avicena deriva los atributos basados en dos aspectos del ser necesario: (1) su necesidad, que demostra que implica su existencia absoluta y un rango de negaciones (por ejemplo, no ser causado, no ser múltiple), y (2) su estado como causa de otros seres, que  implica un rango de relaciones positivas (por ejemplo, conocimiento y poder).

## Reacciones

### Recepción
El historiador actual de la filosofía Peter Adamson consideró este argumento como uno de los argumentos medievales más influyentes para la existencia de Dios, y la mayor contribución de Avicena a la historia de la filosofía. Generaciones de filósofos y teólogos musulmanes tomaron la prueba y su concepción de Dios como un ser necesario con aprobación y algunas veces con modificaciones. La frase wajib al-wujud (ser existente) se usó ampliamente para referirse a Dios, incluso en obras de críticos acérrimos de Avicena, signo de la influencia de la prueba. Fuera de la tradición musulmana, filósofos posteriores como Tomás de Aquino (1225-1274) y Duns Escoto (1266-1308) de la tradición cristiana occidental también lo recibieron y lo «modifican con entusiasmo», así como filósofos judíos como Maimónides (1135-1204).
Adamson dijo que una de las razones de su popularidad es que coincide con «una razón subyacente para la creencia de muchas personas en Dios», que Adamson comparó con el argumento ontológico de Anselmo, formulado unos años más tarde, que se lee más como un «truco inteligente» que una justificación filosófica de la fe de uno. El profesor de filosofía medieval Jon McGinnis dijo que el argumento requiere solo unas pocas premisas, principalmente, la distinción entre lo necesario y lo contingente, que «algo existe», y que un conjunto subsiste a través de sus miembros (una suposición que McGinnis dijo que era «casi verdadero por definición»).

### Críticas
El filósofo andalusí islámico Averroes o Ibn Rushd (1126-1198) criticó el argumento sobre su metodología. Averroes, un ávido aristotélico, argumentó que la existencia de Dios debe mostrarse sobre la base del mundo natural, como hizo Aristóteles. Según Averroes, una prueba debe basarse en la física, y no en reflexiones metafísicas como en la prueba de la veracidad. Otros filósofos musulmanes como Al-Ghazali (1058-1111) atacaron la discusión sobre sus implicaciones que parecían incompatibles con Dios como se conocía a través de la revelación islámica. Por ejemplo, de acuerdo con Avicena, Dios no puede tener características o relaciones que sean contingentes, por lo que su causa del universo debe ser necesaria. Al-Ghazali disputó esto como incompatible con el concepto del libre albedrío de Dios como se enseña en la teología asharita de Al-Ghazali. Además argumentó que la libre elección de Dios se puede demostrar por la naturaleza arbitraria del tamaño exacto del universo o el tiempo de su creación.
Peter Adamson ofreció más críticas posibles. Señaló que Avicena adopta un enfoque fragmentario poco sistemático para probar el ser necesario, y luego deriva el atributo tradicional de Dios de uno a la vez. Esto hace que cada uno de los argumentos esté sujeto a evaluaciones separadas. Algunos podrían aceptar la prueba del existente necesario mientras rechazan los otros argumentos; un crítico así podría rechazar la existencia de Dios. Otro tipo de crítica podría atacar la prueba del necesario existente en sí mismo. Tal crítico podría rechazar la concepción de contingencia de Avicena al decir que el universo podría existir sin ser necesario o estar sujeto a una causa externa.

## Clasificación
El filósofo alemán Immanuel Kant (1724-1804) dividió los argumentos para la existencia de Dios en tres grupos: ontológicos, cosmológicos o teleológicos. Los académicos no están de acuerdo sobre si la Prueba de la veracidad de Avicena es ontológica, es decir, derivada de un análisis conceptual puro a priori, o cosmológica, es decir, derivada al invocar premisas empíricas a posteriori (por ejemplo, "existe algo contingente"). Los académicos Herbert A. Davidson, Lenn E. Goodman, Michael E. Marmura, M. Saeed Sheikh y Soheil Afnan argumentaron que era cosmológico. Davidson dijo que Avicena no consideraba "el análisis del concepto necesario existente en virtud de sí mismo como suficiente para establecer la existencia real de cualquier cosa en el mundo externo" y que había ofrecido una nueva forma de argumento cosmológico. Otros, como Parviz Morewedge, Gary Legenhausen, Abdel Rahman Badawi, Miguel Cruz Hernández y M. M. Sharif, argumentaron que el argumento de Avicena era ontológico. Morewedge se refirió al argumento como "el argumento ontológico de Ibn Sina para la existencia de Dios", y dijo que estaba basado puramente en su especificación analítica de este concepto [el Ser Necesario] ". Steve A. Johnson y Toby Mayer dijeron que el argumento era un híbrido de los dos.